# Grup de la calcostibita
El grup de la calcostibita és un grup de minerals de la classe dels sulfurs format per quatre espècies: calcostibita, emplectita, grundmannita i přibramita. Totes aquestes cristal·litzen en el sistema ortoròmbic.
| Espècie      | Fórmula |
| ------------ | ------- |
| Calcostibita | CuSbS₂  |
| Emplectita   | CuBiS₂  |
| Grundmannita | CuBiSe₂ |
| Přibramita   | CuSbSe₂ |

Segons la classificació de Nickel-Strunz els minerals que formen part d'aquest grup pertanyen a «02.HA: Sulfosals de l'arquetip SnS, amb Cu, Ag, Fe (sense Pb)» juntament amb els minerals: miargirita, berthierita, garavel·lita, clerita, aramayoïta i baumstarkita.
Als territoris de parla catalana ha estat descrita únicament la calcostibita a Can Borella, a la localitat d'Oms (Rosselló, Catalunya Nord), i a la mina Serrana, al municipi d'El Molar (Priorat, Catalunya).